# Ilan Halimi
Ilan Halimi (in arabo ایلان حلیمی‎?; Casablanca, 11 ottobre 1982 – Parigi, 13 febbraio 2006) era un ragazzo ebreo francese di origini marocchine, rapito il 21 gennaio 2006 nella regione parigina e torturato per le seguenti tre settimane nella zona di Bagneux (periferia di Parigi), perché ebreo.
Scoperto nudo ed agonizzante il 13 febbraio 2006 lungo un binario ferroviario a Sainte-Geneviève-des-Bois nel dipartimento di Essonne, è deceduto all'ospedale poco dopo l'arrivo. L'autopsia, effettuata il 14 febbraio, ha rilevato bruciature sull'80% del corpo, numerosi ematomi e contusioni, una ferita da taglio alla guancia e due alla gola. La conclusione dei medici è stata che, benché nessun colpo sia stato mortale, l'insieme delle violenze e delle torture subite durante i 24 giorni ne hanno causato la morte, alla quale hanno contribuito anche il freddo (è stato tenuto nudo in un appartamento senza riscaldamento in pieno inverno) e la fame.

## Colpevoli e movente
I suoi rapitori si facevano chiamare "la banda dei barbari" e volevano ottenere un riscatto in cambio della sua liberazione. Composta da una ventina di persone e capeggiata da Youssouf Fofana, un fondamentalista islamico di origine ivoriana, la banda ha tentato più volte di rapire ragazzi ebrei perché secondo il capo "gli ebrei hanno i soldi e sono solidali tra loro"; il pregiudizio acquista valore paradossale considerando che Ilan Halimi proveniva dallo stesso ambiente economicamente disagiato dei suoi rapitori.
Il tribunale ha riconosciuto l'antisemitismo come aggravante all'accusa di rapimento a scopo di lucro. La polizia sospetta che la "banda dei barbari" abbia effettuato nel 2004 anche numerosi tentativi di racket nei confronti di medici e liberi professionisti sempre ebrei e che la stessa abbia avuto anche un legame con altri analoghi tentativi esercitati nel 2002 verso alcuni dirigenti aziendali, a nome di uno pseudo gruppo palestinese.

## Memoriali

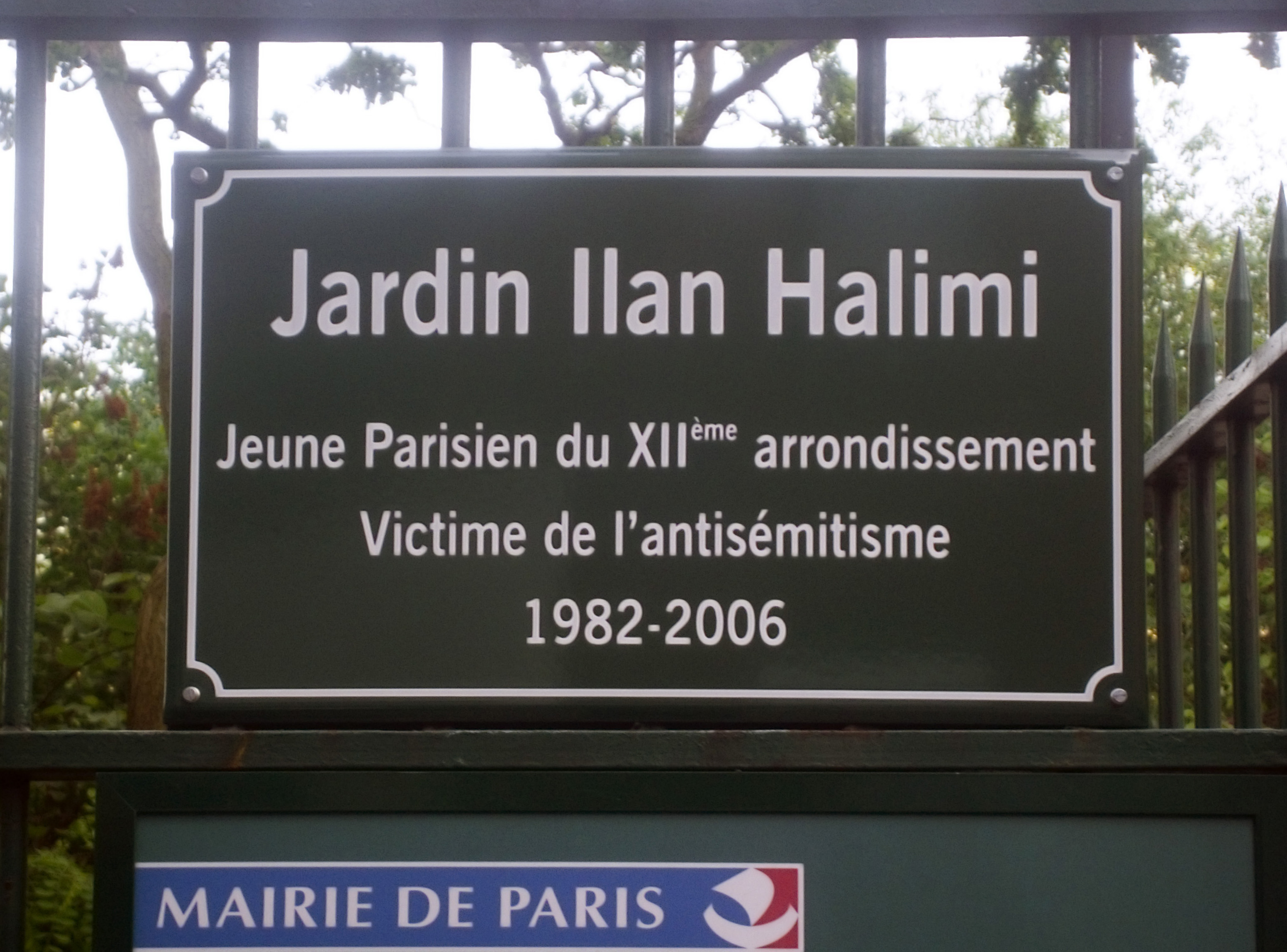
Targa commemorativa a Parigi

La mamma di Ilan, Ruth Halimi, ha raccontato, insieme alla scrittrice Émilie Frèche, il calvario subito dal figlio nel libro 24 giorni: La verità sulla morte di Ilan Halimi Trad. di Barbara Mella, Elena Lattes e Marcello Hassan. Nel 2014 dal libro è stato tratto il film Je suis Ilan - 24 jours del regista Alexandre Arcady. Nel maggio del 2015 Rai 2 ha dedicato una serata all'evento organizzato da Progetto Dreyfus e Rai presso l’Auditorium Conciliazione di Roma con la prima visione televisiva del film.
La targa in memoria di Ilan Halimi a Bagneux è stata vandalizzata per ben due volte. Per prevenire che ciò accadesse anche ai resti di suoi figlio, la madre decise che la loro sepoltura avvenisse in Israele.